# Thomas Thornycroft
Isaac Thomas „Tom” Thornycroft (ur. 22 listopada 1881 w Brentford, zm. 6 czerwca 1955 w Basingstoke) – brytyjski motorowodniak, dwukrotny mistrz olimpijski.
Jeden raz startował w igrzyskach olimpijskich. W 1908 roku w Londynie zdobył (razem z Bernardem Redwoodem i Johnem Field-Richardsem) dwa złote medale – w klasie poniżej 60 stóp i w klasie 6,5–8 m.